# Charape de los Pelones
Charape de los Pelones es una localidad rural que se encuentra a 37.2 kilómetros (en dirección norte) de Santiago de Querétaro, y está a 2312 metros de altitud. Comprende a la zona rural de Querétaro, con una superficie de 207,036.22 has. Está conformada por sierras y lomeríos de origen volcánico al Norte y al Sur, así como por un amplio valle central.

## Historia

### Tenencia de la tierra
La superficie de la comunidad pertenece a un  área  de preservación ecológica, categorizada como parque urbano; en septiembre de 2014 se publicó el acuerdo por parte del gobierno municipal, y este documento indica que: 
“La Secretaría de Desarrollo Sustentable Municipal, elaborará o supervisará el Programa de Manejo del Área Natural Protegida con categoría de Zona de Preservación Ecológica de Centro de Población y categoría de Parque Intraurbano, denominada ―Sierra del Raspiño‖, el cual deberá contener por lo menos, lo siguiente:
I. La descripción de las características físicas, biológicas, sociales y culturales de la zona, en el contexto regional y local, así como el análisis de la situación que guarda la tenencia de la tierra en la superficie respectiva.” 
Por esa misma razón, el autor del libro “El Ejido de Santa Rosa Jáuregui, Querétaro”, escrito por Lauro Jiménez Jiménez.”  hizo énfasis en el anhelo de municipalización de lo que hasta el momento se ha considerado una de las delegaciones de la capital queretana; una deuda histórica que –dijo- se tiene con los habitantes de este ejido, por ser una región con identidad propia. Si bien se sabe ,   La tierra de Charape de los Pelones se maneja mediante un ejido, que es un terreno colectivo de acuerdo a   (CEDRSSA), de la Cámara de Diputados.

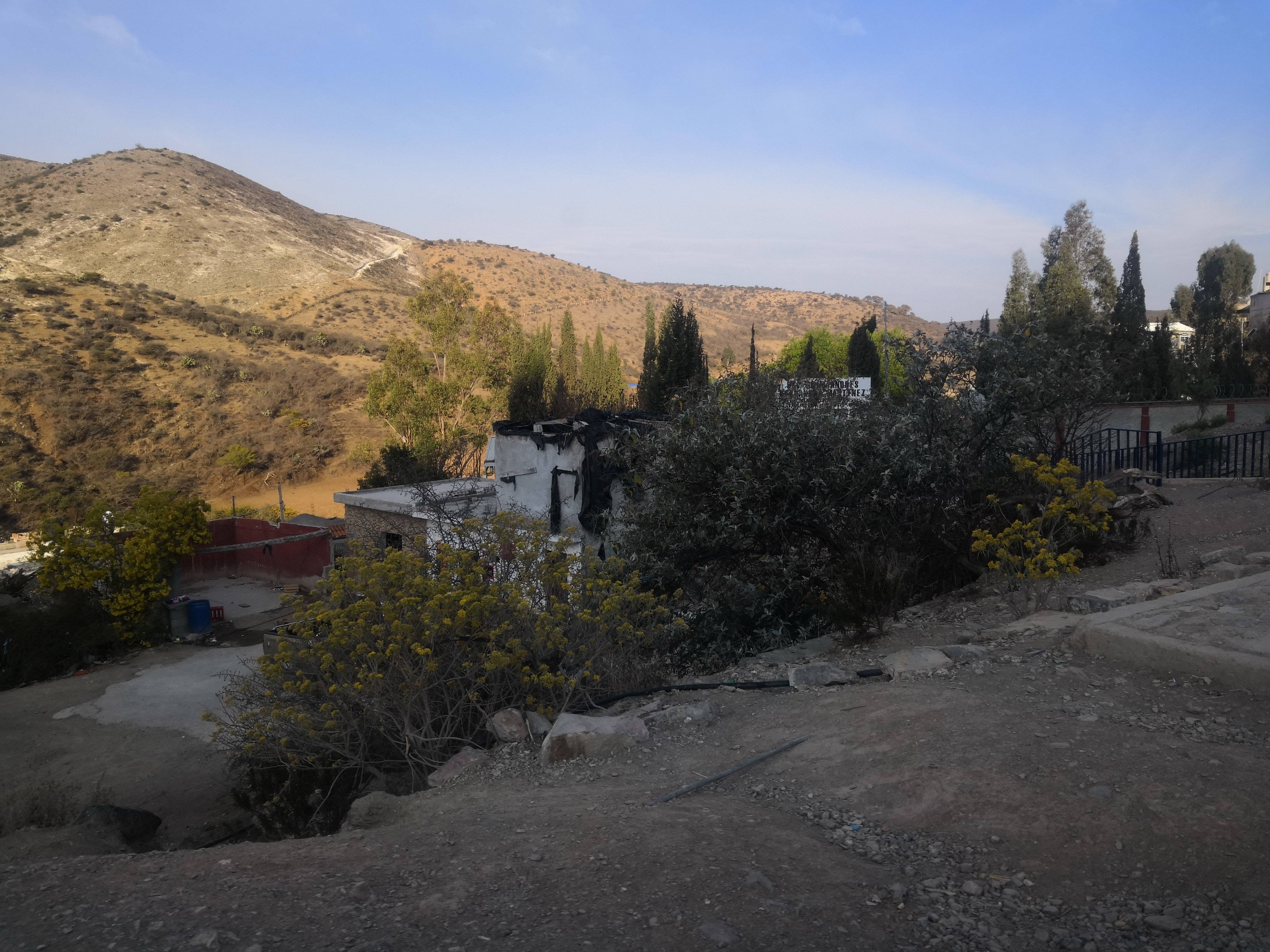
Vista parcial de los cerros circundantes a la comunidad Charape de los Pelones.

## Toponimia
El nombre de Charape se debe a una bebida alcohólica llamada Charape, del purépecha charapi. Hecha con pulque, piloncillo y algún otro ingrediente. Pelones se debe a las montañas que rodeaban el lugar, eran montañas sin vegetación, principalmente de árboles.

## Medio Físico

### Relieve e hidrografía
Como consecuencia del tipo de suelo y la ausencia hidrográfica, se le considera una área árida y seca, similar a una Estepa, constituida principalmente por espacios montañosos. Por lo mismo, es inapropiado para la reserva de vegetaciones.

### Tipo de Suelo
Las potencialidades del territorio por su suelo son: Conservación y Forestal (CF); Cauces y Cuerpos de Agua (CA); Áreas Verdes y Recreativas Rurales (AVR); Parques Urbanos y Recreativos (PUR);Turismo Alternativo (TA);  Equipamiento y Servicios Rurales (ESR); Zonas de Salvaguarda y Riesgo (ZSR) y urbano (URB).
En la región hay abundancia de chaparrales.

## Clima

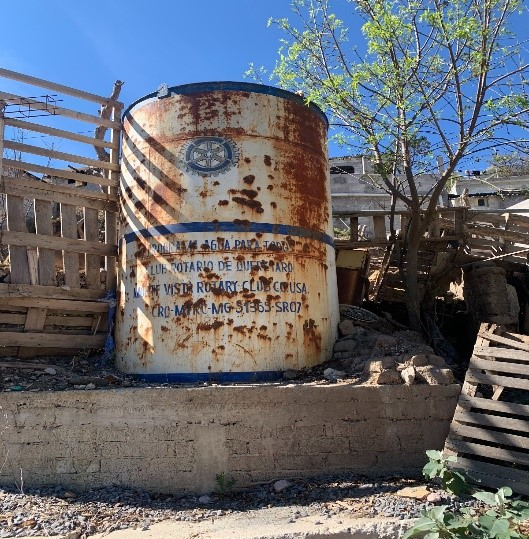
Tanque que abastece de agua a parte de la comunidad

La temperatura media anual es de 18 °C. El promedio máximo es de 28 °C y se presenta alrededor de abril y mayo, mientras que la temperatura mínima presenta un promedio de 6 °C durante el mes de enero con precipitaciones casi nulas.

## Área Natural Protegida
De acuerdo a los datos de la Secretaría de Desarrollo Sustentable, la comunidad está asentada en un valle, y forma parte de la Sierra del Raspiño, un área natural protegida, que tiene la categoría de categoría de Zona de Preservación Ecológica de Centro de Población y subcategoría de Parque Intraurbano; es también un refugio de especies con categoría de protección y una de las principales extensiones con vegetación natural que quedan dentro del municipio; cerca de la comunidad, se localiza el Arroyo El Charape, se trata de un escurrimiento que lleva agua casi todo el año, lo que lo hace de uno de los pocos escurrimientos permanentes o semipermanentes en el Municipio de Querétaro  

## Evolución Geográfica

### Vivienda

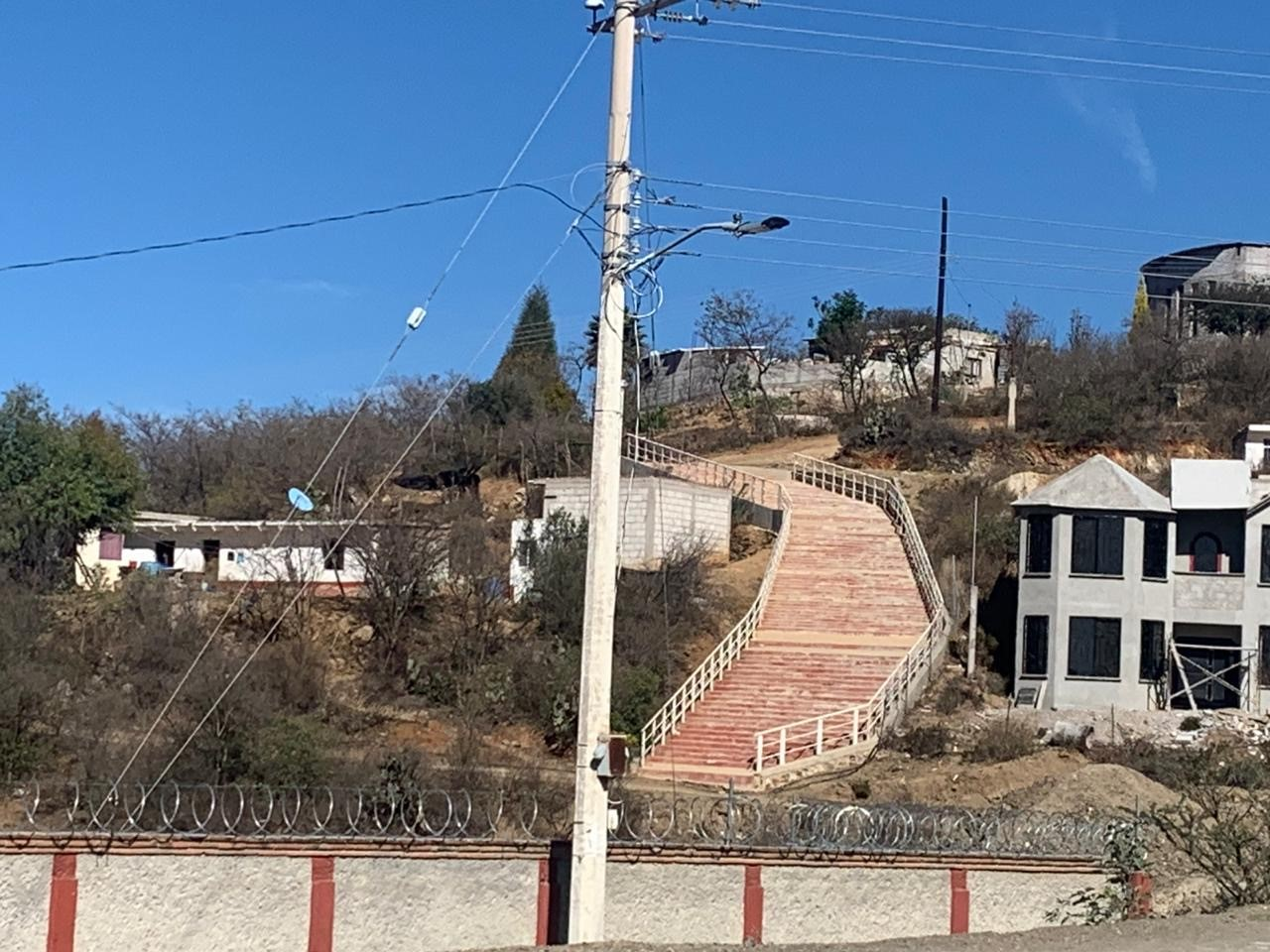
Viviendas tradicionales en la comunidad.

Las viviendas más antiguas en Charape de los Pelones están hechas de piedra, adobe y teja, mientras que las más recientes están hechas a base de  ladrillo, tabique y cemento. La gran mayoría de estas viviendas cuentan con luz eléctrica, mientras que solo algunas otras cuentan con agua potable.  En promedio, en una vivienda en Charape de los Pelones, habitan aproximadamente ocho personas.

### Población
De acuerdo con el catálogo de localidades de SEDESOL, durante 2010 había 295 habitantes dentro de la localidad de Charape de los Pelones, de las cuales 146 eran hombres y 149 mujeres. Es considerada una comunidad con alto grado de marginación y con un grado de rezago social, medio.

## Actividad Económica
La localidad de Charape de los Pelones no es un lugar turístico, por lo que hay 3 tiendas pequeñas, el lugar se ubica entre las zonas industriales de los estados: Guanajuato y Querétaro.
La actividad más realizada es la agricultura de maíz, frijol, calabaza, nopal, maguey y de este último sólo lo producen en temporadas altas. Asimismo, también está la ganadería de vaca, bovino, chivos. Todo lo que se cosecha es para autoconsumo y también se dedican a la construcción.

## Educación
Aparte de que hay 20 analfabetos de 15 y más años, 3 de los jóvenes entre 6 y 14 años no asisten a la escuela. De la población, a partir de los 15 años, 20 jóvenes no tienen ninguna escolaridad, 69 tienen una escolaridad incompleta, 28 tienen una escolaridad básica y 6 cuentan con una educación post-básica. Un total de 6 jóvenes de la generación entre 15 y 24 años han asistido a la escuela. La mediana escolaridad entre la población es de 5 años.

### Estructura
Únicamente se dan tres niveles de estudio, preescolar, primaria y secundaria; en estos se tiene el dato que en toda primaria solo hay 50 alumnos actualmente, con 2 maestros, y en secundaria son 26 alumnos con 1 maestro.